# Hubertus von Bonin
Hubertus von Bonin, né le 3 août 1911 à Potsdam et mort au combat le 15 décembre 1943 vers Haradok, dans l'oblast de Vitebsk (Biélorussie), est un pilote de chasse allemand, as de la Luftwaffe pendant la Seconde Guerre mondiale.
Bonin est crédité d'avoir abattu 77 avions ennemis. La majorité de ses victoires ont été remportées sur le front de l'Est. Il remporta également quatre victoires en Espagne pendant la guerre civile.
Il opéra en tant que Geschwaderkommodore de la Jagdgeschwader 54 (JG 54—54th Fighter Wing).

## Carrière
Bonin rejoint la Légion Condor à l’automne 1938, remplaçant Werner Mölders au poste de Staffelkapitän (chef d’escadron) du 3./ Jagdgruppe 88 le 5 décembre 1938. Au cours de la guerre civile espagnole, il est crédité de quatre avions de chasse républicains abattus, pour lesquels il reçoit la Croix d'Espagne en or avec épées. À son retour d’Espagne, Bonin prend le commandement du 5./ Jagdgeschwader 26 (JG 26) et est nommé Gruppenkommandeur (commandant de groupe) du I./ Jagdgeschwader 54 (JG 54).
Il remporte sa première victoire aérienne de la Seconde Guerre mondiale le 11 mai 1940. À la mi-septembre 1940, il revendique huit chasseurs et bombardiers britanniques abattus. À partir du 1er juillet 1941, il sert pendant trois mois au sein de la Jagdfliegerschule 4 (école de pilote de chasse no 4). Il prend ensuite le commandement du III./ Jagdgeschwader 52 (JG 52) sur le front oriental. Il remporte sa trentième victoire aérienne le 17 novembre 1942 et reçoit la Croix de chevalier de la croix de fer après 51 victoires aériennes. Bonin est nommé Geschwaderkommodore de la JG 54 le 6 juillet 1943.
Bonin est tué au combat le 15 décembre 1943, près de Vitebsk, dans un combat contre un P-39 Airacobra soviétique.

## Famille
Un de ses frères meurt également à la guerre, Jürgen-Oskar von Bonin, tué au combat alors qu'il était observateur dans un transporteur Geschwader. Un autre frère, le major Eckart-Wilhelm von Bonin, également récipiendaire de la Croix de chevalier de la croix de fer, était un as du combat de nuit, avec 37 victoire, et survécut à la guerre.

## Décorations
- Croix d'Espagne en or avec épées
- Croix allemande en or le 27 octobre 1942 en tant que major du III./ JG 52[5]
- Croix de fer (1939) 2e et 1re classe
- Croix de chevalier de la croix de fer le 21 décembre 1942 en tant que major et Gruppenkommandeur du III / JG 52[6]